# Giuseppe Falugi
Giuseppe Falugi (Chianni, 1º luglio 1886 – Roma, 6 agosto 1962), veterano della prima guerra mondiale dove si distinse durante la Battaglia di Caporetto, quella del solstizio e quella di Vittorio Veneto. Nel corso della seconda guerra mondiale fu comandante della 16ª Divisione fanteria "Pistoia", che comandò durante la seconda battaglia di El Alamein e nella successiva campagna di Tunisia. Decorato con la Croce di Cavaliere dell'Ordine militare di Savoia, tre Medaglie d'argento, una di bronzo e una Croce di guerra al valor militare.

## Biografia
Nacque a Chianni, nella piccola frazione di Rivalto, in provincia di Pisa, il 1 luglio 1886.
Nel 1907 entrò come allievo ufficiale nella regia Accademia Militare di fanteria e Cavalleria di Modena,  uscendone con il grado di sottotenente dell'arma di fanteria, il 17 settembre 1911. Mandato in Libia assegnato al 26º reggimento fanteria, il 16 maggio 1913 si distinse nel combattimento di Sidi Garbàa, venendo decorato con la Medaglia d'argento al valor militare.
Durante il corso della prima guerra mondiale, fu promosso tenente, poi capitano e infine maggiore. In forza al 25º Reggimento fanteria della Brigata Bergamo partecipò alla battaglia di Caporetto,   a quella del solstizio e a quella di Vittorio Veneto. Al termine del conflitto, nel novembre 1918, risultava decorato di altre due Medaglie d'argento, una di bronzo e una Croce di guerra al valor militare.
Da colonnello, grado indossato il 16 gennaio 1935, comandò dapprima il 213º Reggimento fanteria (1935-1936) e poi l'84º Reggimento fanteria ''Venezia'' (1937-1938). Tra il 1938 e il 1939 fu Capo di stato maggiore della Divisione fanteria Gavinana con sede a Firenze.
In seguito, il 10 agosto 1939, divenne Ispettore generale degli ufficiali in servizio permanente effettivo presso il Ministero della guerra, ricoprendo tale incarico sino al 14 aprile 1941. Nel frattempo, il 1 gennaio 1940, era stato promosso generale di brigata.  Dal 15 aprile 1941 fu assegnato alla difesa territoriale di Udine per incarichi speciali.
Il 1º agosto 1941 fu nominato comandante della fanteria divisionale della 16ª Divisione fanteria "Pistoia" in Calabria, per poi diventarne comandante il 20 luglio 1942, sostituendo il generale Guglielmo Negro, accompagnandola in Grecia. Una volta ristrutturata come divisione di fanteria autotrasportabile tipo AS, nel mese di settembre la Grande Unità fu trasferita in Egitto.
In Africa partecipò a tutto l'intenso ciclo operativo della battaglia di El Alamein, la seguente ritirata lungo la Libia, sino alla Tunisia, dove la sua divisione si coprì di gloria sino alla resa definitiva, avvenuta il 13 maggio 1943.
Promosso generale di divisione (con anzianità 26 aprile 1943), fu catturato dagli inglesi ed successivamente internato in Gran Bretagna, in un sobborgo di Londra, Wilton Park.
Rientrato in Italia nel giugno 1945, il 26 ottobre fu insignito dell'onorificenza di Cavaliere dell'Ordine militare d'Italia.
Sino al 15 agosto 1946 fu direttore generale del personale ufficiali del Ministero della guerra, venendo poi posto in congedo. Si spense nel 1962. Una via di Chianni porta il suo nome.

### Fonti
1. 1 2 3 4 5 6  Generals.
2. 1 2  Pettibone 2010, p. 109.
3. 1 2  Pettibone 2010, p. 133.
4. ↑  Quirinale - Scheda - visto 30 luglio 2019
5. ↑  Gazzetta Ufficiale del Regno d'Italia n.122 del 27 maggio 1936, pag.1727.
6. ↑  Bollettino Ufficiale 8 maggio 1943, dispensa 41ª, registrato alla Corte dei Conti lì 1 maggio 1943, registro n.15, foglio 112.